# Ерік фон Розен

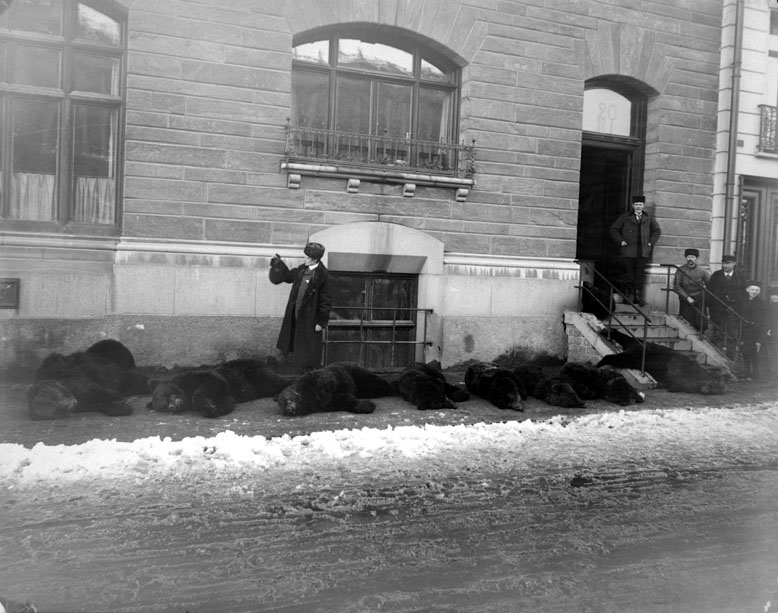
фон Розен після полювання на ведмедів зі своєю здобиччю, березень 1904 року

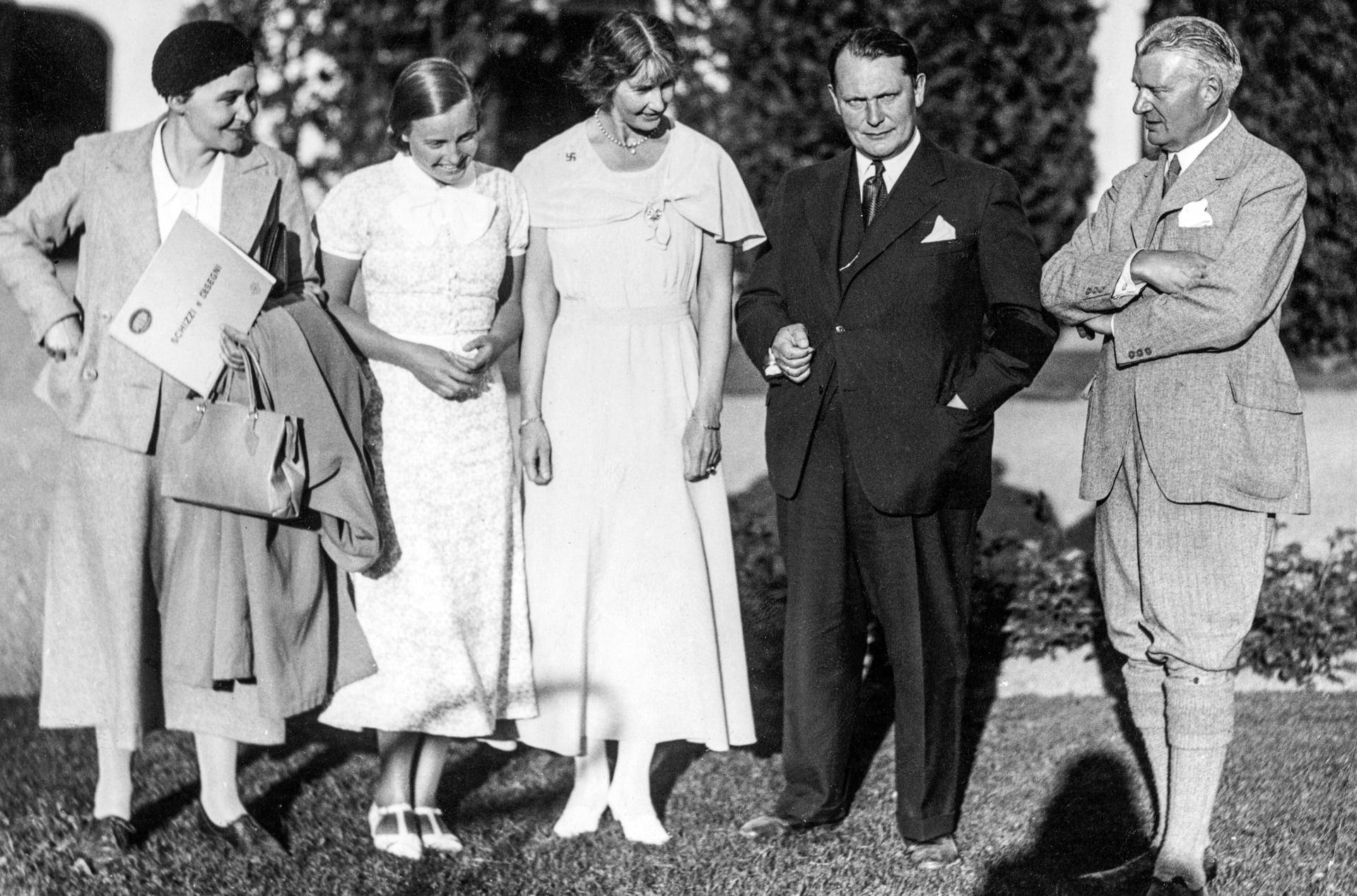
Біргітта, Мері, Герман Герінг і Ерік фон Розен у замку Рокельстад, 1933 рік

Граф Карл Густав Блумфілд Ерік фон Розен (нар. 2 червня 1879 у Стокгольмі — пом. 25 квітня 1948 там само) — шведський аристократ, землевласник, дослідник і етнолог. Йому приписують відкриття етносу тва в болотах Конго. Він також був співзасновником ВПС Фінляндії. У середині 1930-х років він був одним із провідних діячів націонал-соціалістів у Швеції.

## Біографія
Ерік фон Розен народився 2 червня 1879 року в Стокгольмі, молодший син Карла Густава фон Розена та його дружини Елли Карлтон Мур. Шведський член МОК Кларенс фон Розен (1867–1955) був його братом. У 1905 році він одружився з Мері Фок, з якою мав семеро дітей. Одна дитина померла в ранньому дитинстві. Одним із його синів був відомий пілот Карл Густав фон Розен. Ерік фон Розен жив зі своєю родиною в замку Рокельстад, який він придбав у 21-річному віці, і володів іншими маєтками на Готланді. Своїм великим фінансовим багатством він завдячував спадку, який отримав від батька своєї дружини, американського паперового промисловця. Це багатство дозволило йому здійснити великі дослідницькі подорожі до Південної Америки та Африки. Фон Розен був одним із впливових прихильників націонал-соціалізму у Швеції, але з 1938 року відійшов від суспільного життя.
Ерік фон Розен помер 25 квітня 1948 року у віці 68 років.

## Діяльність
Завдяки своєму багатству Ерік фон Розен міг займатися власними інтересами та фінансувати численні дослідницькі поїздки.
Він брав участь в експедиції Ерланда Норденшельда до Аргентини та Болівійських Анд у 1901–1902 роках і раніше здобув знання з етнографії. Його завданням у складі експедиції було проведення археологічних та етнографічних досліджень. У 1909 році він очолив мисливську та дослідницьку експедицію до Білого Нілу, а з 1912 по 1913 рік організував «Шведську експедицію в Родезії та Конго», яку він здійснив разом з ботаніком Робертом Еліасом Фрісом. Вони перетнули всю Африку від Кейптауну до Александрії. Йому приписують відкриття племені тва в болотах Конго. Він залишив велику етнографічну колекцію з Південної Америки та Родезії, зібрану під час своїх дослідницьких поїздок для Стокгольмського етнографічного музею та Гетеборзького етнографічного музею.
Після дзвінка генерала Густава Маннергейма фон Розен підтримав Білу армію у Громадянській війні у Фінляндії, придбавши літак, на крилі якого він доручив намалювати свастику, яку сам часто використовував у приватному порядку (див. нижче). Придбаний літак він особисто доставив до Фінляндії 6 березня 1918 року. У межах цієї поїздки фон Розен також відвідав табір полонених червоногвардійців. За наказом генерала Маннергейма цей літак вважався літаком № 1 щойно створеного Фінського авіаційного корпусу. 6 березня 1918 року досі відзначається як день народження фінських ВПС; Свастика була прикріплена до фінських винищувачів як державна емблема до 1944 року й залишалася військовим символом ВПС Фінляндії до 2020 року. 
Ерік фон Розен здійснив низку інших подорожей у Швеції та за її межами. У 1929 році він вирушив до Єгипту, Судану та Палестини. Кілька разів він відвідував Німеччину, а також Фінляндію та країни Балтії. Його цікавили передусім природа та полювання. Ці захоплення неодноразово приводили його до Швейцарії та Лапландії, де 1932 року він здійснив свої перші сходження на Кебнекайсе.
1923 року сестра його дружини Карін фон Кантцов вийшла заміж за Германа Герінга, з яким познайомилася в маєтку фон Розена. Контакт між зятями Герінгом і Розеном зберігся навіть після смерті Карін Герінг у 1931 році. Фон Розен був одним із співзасновників NSB, Шведського націонал-соціалістичного блоку. З 1933 року ця організація поставила перед собою завдання об’єднати різні націонал-соціалістичні групи Швеції. Розен публікувався в правоекстремістських журналах і був важливою контактною особою між націонал-соціалістичним рухом у Швеції та націонал-соціалістичним режимом у Берліні. У другій половині 1930-х років фон Розен відійшов від своєї діяльності на користь націонал-соціалістів. Вирішальним фактором для цього могло бути вторгнення Муссоліні в Абіссінію в 1935 році та вторгнення Гітлера в Чехословаччину в 1938/39 роках, до яких він поставився негативно.

## Свастика фон Розена
Ерік фон Розен використовував свастику як особистий знак. Вперше він побачив цей символ на рунічних каменях у Готланді, коли навчався в школі. Знаючи, що символ означає удачу для вікінгів, він використав цей символ і помістив його на всьому своєму багажі, коли вирушив у експедицію до Південної Америки в 1901 році. Свастику також знайшли в мисливському будиночку, спорудження якого він довірив Івару Тенгбому на території теперішнього природного заповідника Яктстугускоген у 1909 році. У березні 1918 року під час громадянської війни у Фінляндії він передав фінським білим літак, виготовлений за ліцензією Morane-Saulnier MS Parasol / Thulin D, який був позначений його значком, синьою свастикою на білому тлі. Військово-повітряні сили Фінляндії прийняли цей круглий знак як власний національний знак. 
Герінг помітив свастику в замку фон Розена (виковану на металевій деталі біля каміна) під час свого перебування у Швеції. Однак свастика німецької нацистської партії була прийнята ще в 1920 році, за два роки до зустрічі Герінга з Адольфом Гітлером.

## Вибрані публікації
- Popular account of archaeological research during the Swedish Chaco-Cordilliera Expedition 1901-1902. Fritze. Stockholm, 1924.
- Vom Kap nach Kairo, Forschungen und Abenteuer der Schwedischen Rhodesia-Kongo-Expedition. Strecker und Schröder, Stuttgart 1924.
- Från Kap till Alexandria. Albert Bonniers Förlag, Stockholm
- Archaeological Researches on the Frontier of Argentina and Bolivia in 1901-02. A Preliminary Report. Nabu Press, 2010, ISBN 978-1-172-67069-7.
- The Chorotes Indians in the Bolivian Chaco. Ivar Haegströms Boktryckeri AB, Stockholm 1904.
- The Mounds of Pucarà. In: Ymer. Tidskrift utgiven av Svenska Skällskapet för Antropologie och Geografi. 1924, H. 2, S. 181–191.
- Vår Tid och Ungdomen. Albert Bonniers Förlag, Stockholm 1919.
- Några Bestigningar och Rön i Lappmarken 1933–1935. Särtryck ur Till Fjälls 1936.
- Chacofarare Berätta. Hugo Gebers Förlag, Stockholm.
- En Förgången Värld. Albert Bonniers Förlag, 1919 Stockholm.
- Träskfolket. Bonniers Förlag, Stockholm 1916.
- Trolltiven. Herausgeber Ernst Manker. Nordisk Rotogravyr, Stockholm 1952.

## Фільм
- Tod und Teufel. 56 min. Dokumentarfilm von Peter Nestler über seinen Großvater Eric von Rosen